# Vaux-Champagne
Vaux-Champagne település Franciaországban, Ardennes megyében. Lakosainak száma 141 fő (2022. január 1.). Vaux-Champagne Attigny, Coulommes-et-Marqueny, Givry, Pauvres, Sainte-Vaubourg és Saulces-Champenoises községekkel határos.

## Népesség
A település népessége az elmúlt években az alábbi módon változott:
| Lakosok száma | 151  | 107  | 102  | 113  | 132  | 131  | 129  | 128  | 128  | 141  |
|               | 1968 | 1982 | 1990 | 2006 | 2013 | 2015 | 2017 | 2019 | 2020 | 2022 |